# Каричи (муниципалитет)
Каричи́ (исп. Carichí) — муниципалитет в Мексике, штат Чиуауа с административным центром в одноимённом посёлке. Численность населения, по данным переписи 2010 года, составила 8795 человек.

## Общие сведения
Название Carichí происходит из языка индейцев тараумара, что можно перевести как «в доме».
Площадь муниципалитета равна 2591 км², что составляет 1,05 % от общей площади штата, а наивысшая точка — 2635 метров, расположена в поселении Бакереачи.
Он граничит с другими муниципалитетами штата Чиуауа: на севере с Герреро и Кусиуирьячи, на востоке с Сан-Франсиско-де-Борхой, на юго-востоке с Ноноавой, на юге с Гуачочи, и на западе с Бокойной.

## Учреждение и состав
Муниципалитет был образован в 1825 году, в его состав входит 209 населённых пунктов, самые крупные из которых:
| Код INEGI                  | Населённый пункт                                                                      | Численность населения (2005 год) | Численность населения (2010 год) |
| -------------------------- | ------------------------------------------------------------------------------------- | -------------------------------- | -------------------------------- |
| 012                        | Всего                                                                                 | 8377                             | 8795                             |
| 0001                       | Каричи (исп. Carichí) 27°55′01″ с. ш. 107°03′25″ з. д. (административный центр)       | 1478                             | 1672                             |
| 0016                       | Сьенега-де-Охос-Асулес (исп. Ciénega de Ojos Azules) 28°03′33″ с. ш. 107°01′28″ з. д. | 649                              | 705                              |
| 0051                       | Тахирачи (исп. Tajirachi) 28°01′38″ с. ш. 107°07′36″ з. д.                            | 342                              | 391                              |
| 0040                       | Окораре-де-Бакеачи (исп. Ocórare de Baqueachi) 27°37′57″ с. ш. 106°58′43″ з. д.       | 203                              | 208                              |
| 0025                       | Ранчерия-Гуауачераре (исп. Ranchería Guahuachérare) 27°32′31″ с. ш. 106°59′24″ з. д.  | 136                              | 182                              |
| 0024                       | Гуакареачи (исп. Guacareachi) 27°38′09″ с. ш. 106°48′16″ з. д.                        | 101                              | 159                              |
| 0007                       | Бакабуреачи (исп. Bacabureachi) 27°47′42″ с. ш. 107°07′11″ з. д.                      | 168                              | 158                              |
| —                          | Прочие                                                                                | 5300                             | 5320                             |
| Названия на карте Генштаба |                                                                                       |                                  |                                  |

## Экономика
По статистическим данным 2000 года, работоспособное население занято по секторам экономики в следующих пропорциях:
- сельское хозяйство и скотоводство — 60,5 %;
- производство и строительство — 17,7 %;
- торговля, сферы услуг и туризма — 19,2 %;
- безработные — 2,6 %.

## Инфраструктура
По статистическим данным 2010 года, инфраструктура развита следующим образом:
- электрификация: 64,1 %;
- водоснабжение: 66,8 %;
- водоотведение: 41,6 %.

## Фотографии

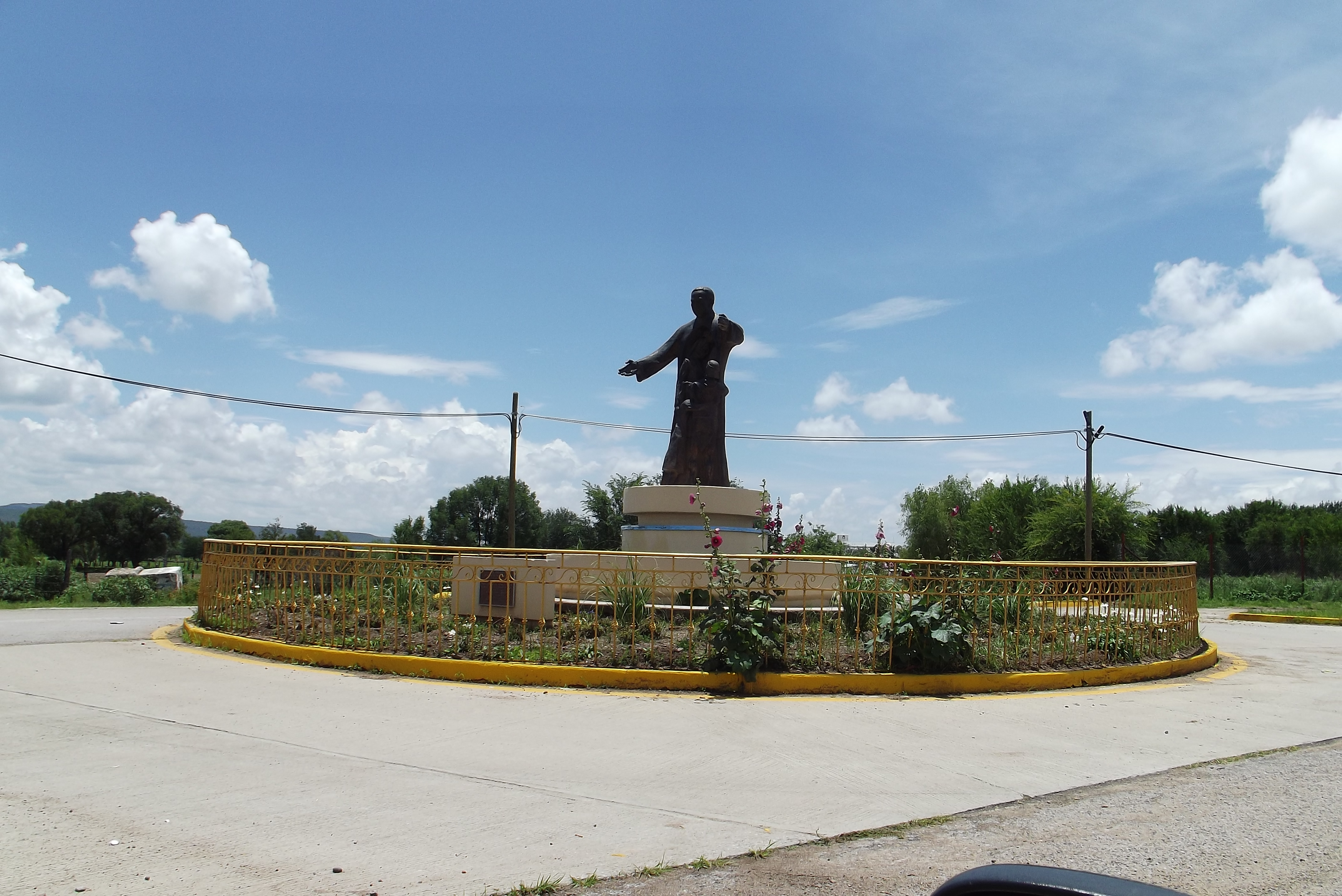
Монумент на центральной площади Каричи
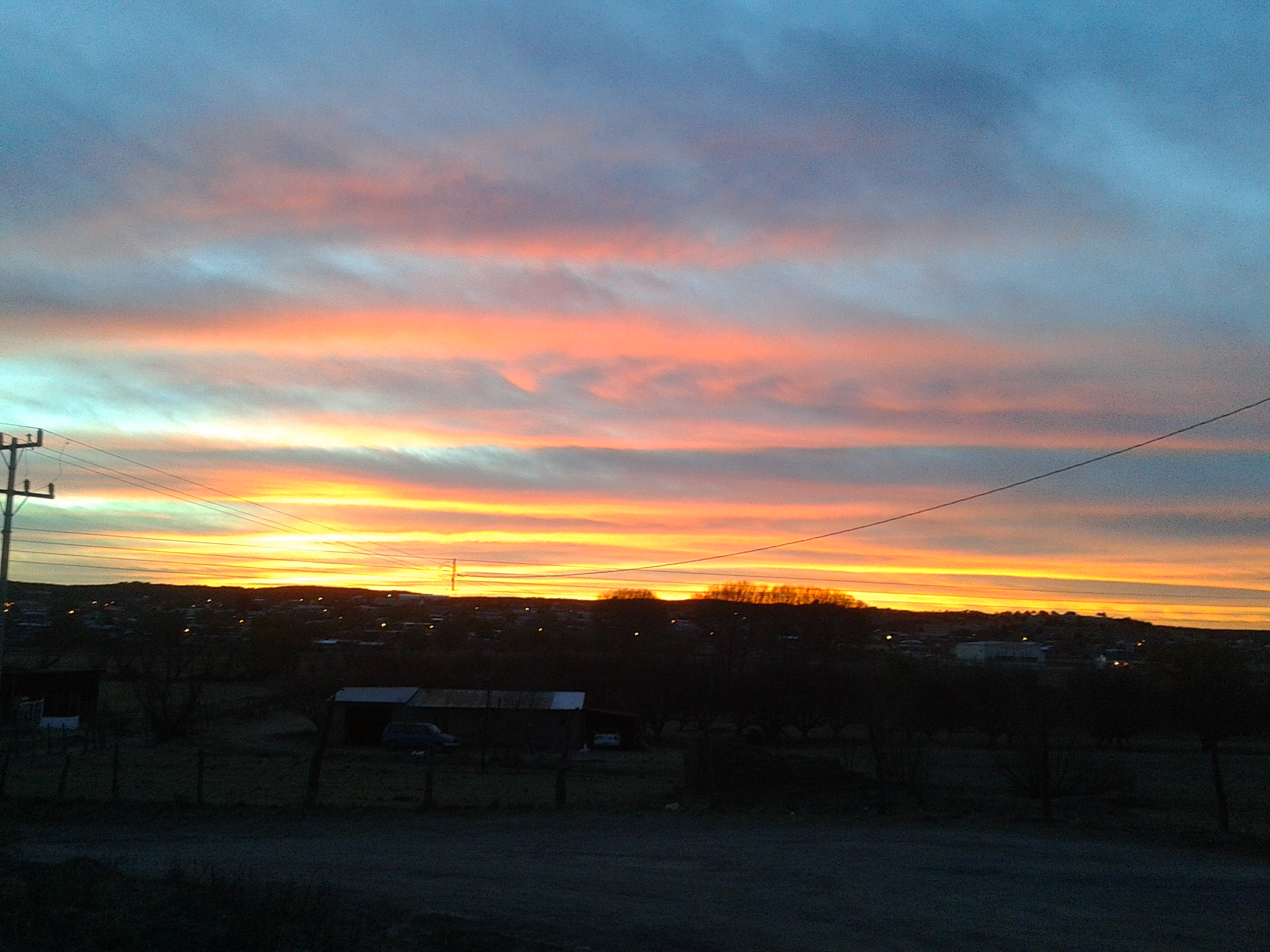
Закат над Каричи